# Route nationale 216
Die Route nationale 216, kurz N 216 oder RN 216 (auch: Rocade portuaire), ist eine französische Nationalstraße, die als Schnellstraße den Hafen von Calais mit der Autoroute A216 verbindet. Die N 216 ist als Teilstück der Europastraße 15 anzusehen. Sie ist als Kraftfahrstraße mit jeweils zwei Fahrstreifen je Richtung errichtet.

## Verlauf
Der Nummerierung nach beginnt die N 216 im Hafengebiet von Calais mit den Zubringern zu den Autofähren nach Großbritannien. Die beiden Anschlussstellen (1: Port Est; 2: Zone industriale des Dunes; Calais-Saint-Joseph) sind nur halbseitig ausgeführt. Nach einer Strecke von ca. drei Kilometern geht die N 216 in die Autoroute A216 über, die dann weiter zur Autoroute A26 wird.